# Weld
Weld is een livealbum van Neil Young samen met zijn begeleidingsband Crazy Horse. Het album werd destijds uitgebracht als Arc-Weld 3-cd set. Sindsdien werd Arc apart uitgebracht. Het album Weld bestaat uit 2 cd's met livemateriaal van de promotietour voor het album Ragged glory, opgenomen tussen februari en april 1991.
Op dit album staat veel heavy rock muziek met stevige, jankende gitaargeluiden. Het lied Blowin' in the Wind van Bob Dylan wordt grotendeels a-capella gezongen door Young met op de achtergrond jankende gitaren die onder meer het geluid nabootsen van bommenwerpers, mitrailleurs en helikopters. 
Dit album bereikte #154 in de Amerikaanse Billboard 200, in Engeland #20 en in Nederland #46. 

## Tracklist
Alle muziek en teksten zijn geschreven door Neil Young, tenzij anders aangegeven (tussen haakjes staat het album waarop de oorspronkelijke versie van dit nummer verschenen is).. 
| 1.                 | Hey hey, my my (Into the black) (Rust never sleeps) | 5:42 |
| 2.                 | Crime in the city (Freedom)                         | 6:34 |
| 3.                 | Blowin' in the Wind (Bob Dylan)                     | 6:48 |
| 4.                 | Welfare mothers (Rust never sleeps)                 | 7:05 |
| 5.                 | Love to burn (Ragged glory)                         | 9:58 |
| 6.                 | Cinnamon girl (Everybody knows this is nowhere)     | 4:48 |
| 7.                 | Mansion on the hill (Ragged glory)                  | 6:14 |
| 8.                 | F*!#in' up (Ragged glory)                           | 7:10 |
| Totale duur: 54:19 |                                                     |      |

| 1.                 | Cortez the killer (Zuma)                             | 9:47  |
| 2.                 | Powderfinger (Rust never sleeps)                     | 5:56  |
| 3.                 | Love and only love (Ragged glory)                    | 9:19  |
| 4.                 | Rockin' in the free world (Freedom)                  | 9:23  |
| 5.                 | Like a hurricane (American stars & bars)             | 14:01 |
| 6.                 | Farmer john (Ragged glory) (Don Harris, Dewey Terry) | 5:00  |
| 7.                 | Tonight's the night (Tonight ’s the night)           | 8:43  |
| 8.                 | Roll another number (Tonight ’s the night)           | 5:22  |
| Totale duur: 67:31 |                                                      |       |

## Muzikanten
- Neil Young – gitaar, zang
- Ralph Molina – drums, zang
- Frank "Poncho" Sampedro –gitaar, zang
- Billy Talbot – bas, zang